# 1373 Cincinnati
1373 Cincinnati eller 1935 QN är en asteroid i huvudbältet, som upptäcktes den 30 augusti 1935 av den amerikanske astronomen Edwin Hubble vid Mount Wilson-observatoriet. Den har fått sitt namn efter Cincinnati-observatoriet i Cincinnati, Ohio.
Asteroiden har en diameter på ungefär 19 kilometer och den tillhör asteroidgruppen Cybele.